# 요른 릴
요른 릴(덴마크어: Jørn Riel, 1931년 7월 23일~2023년 8월 18일)는 대자연, 주로 북극을 배경으로 유머와 인간애, 호방한 철학을 담은 독특한 작품을 써온 덴마크의 작가이자 철학자, 탐험가이다.

## 생애
1931년 덴마크 오덴세에서 태어났다. 어려서부터 늘 탐험을 동경하던 그는 19세에 라우게 코크(Lauge Koch) 박사의 그린란드 북동부 탐사에 참여했다가 그곳의 매력에 흠뻑 빠져 북극 생활을 시작했다. 1년에 한 번 소포와 보급품을 싣고 오는 수송선이 문명 세계와의 유일한 연결 통로인 그린란드 북동부에서 16년을 지내면서, 그곳의 사냥꾼들과 겪은 놀라운 체험, 그들이 들려주는 이야기들을 잊지 않기 위해 글을 쓰기 시작했다. 작가가 된다는 생각도 없었고, 자신이 세계적 명작을 쓰고 있다는 사실도, ‘허풍담skrøner’이라는 새로운 장르를 만들고 있다는 사실도 모른 채였다. 하마터면 묻힐 뻔한 그의 걸작들이 세상의 빛을 보게 된 것은 어떤 뻔뻔한 책 장수 덕분이었다. 북극 사냥꾼들에게 장식용 책을 무게로 달아 파는 그가 요른 릴의 원고를 몰래 빼내 출판업자에게 넘겼고, 그것이 계기가 되어 그의 작품들이 출간되기 시작해 폭발적인 반응을 불러일으켰다.
그 후 UN을 위해 중동과 파키스탄에서 파견 근무를 했으며, 파푸아 뉴기니, 알래스카 등지를 여행했다. 수마트라 섬을 걸어서 횡단하는 등 그는 여행하는 곳마다 구경꾼이 아니라 원주민으로 살아왔다. 현재 ‘해동을 위해’ 말레이시아에 거주하고 있다는 작가는 여전히 수시로 그린란드 북동부 지역을 드나들고 있다.
그가 발표한 콩트, 일화집, 단편집, 장편소설 등 40여 권의 책은 대부분 이국적인 자연을 배경으로 한 유머러스한 작품들로, 덴마크는 물론 유럽 여러 국가에서 베스트셀러를 기록하며 오랜 세월 널리 읽히고 있다. <북극 허풍담 시리즈>(전 10권, 1974~1996)는 그의 대표작이다. 문명을 등지고 그린란드 북동부에서 살아가는 괴짜 사냥꾼들이 주인공이다. 한편 우스꽝스럽고 한편 애수 띤 짧은 이야기들로 구성되어 있으며, 각 단편은 독립되어 있으면서도 전체적으로 연결을 가진다. 그 밖의 작품들로는 『내 아버지들의 집』(1970), 『생을 위한 노래』(1989), 『바다의 어머니를 찾으러 간 소녀』(1972), 『뚱뚱하고 하얀 투안』(1974), 『파란 문』(1982), 『혼란』(1992) 등이 있다. 1995년 덴마크 서적상 황금 월계관상을, 2010년 덴마크 학술원 대상을 받았다. 그의 작품은 덴마크 교과서에 실려 있다.

## 작품 목록(한국어 번역)

### 북극 허풍담 시리즈
- 북극 허풍담 1: 차가운 처녀 Den kolde jomfru og andre skrøner(1974)

열린책들(2012) 백선희 옮김｜ISBN 978-89-329-1572-2
- 북극 허풍담 2: 북극의 사파리 En arktisk safari og andre skrøner(1975)

열린책들(2012) 백선희 옮김｜ISBN 978-89-329-1573-9
- 북극 허풍담 3: 피오르두르의 은밀한 열정 En underlig duel og andre skrøner(1976)

열린책들(2001) 백선희 옮김｜ISBN 978-89-329-1574-6